# Apteromantis aptera
Apteromantis aptera là một loài bọ ngựa đặc hữu của Iberian Peninsula .